# 副蝸軸菊石屬
副蝸軸菊石屬（學名：Parapuzosia），又稱副普若斯菊石屬，是已滅絕的菊石目帶菊石科下的一個屬，棲息於森諾曼期至坎帕期的非洲、歐洲及北美洲。牠們多半體型巨大，外殼直徑可達60 cm（2.0英尺）以上，目前發現的最大個體外殼直徑可達2.55米（8.4英尺）至3.5米（11英尺）。然而，2021年的研究認為，該個體的直徑應為約2米（6.6英尺），活體總體重可達1,455（3,208磅），其中外殼的重量為705（1,554磅）。

## 命名學

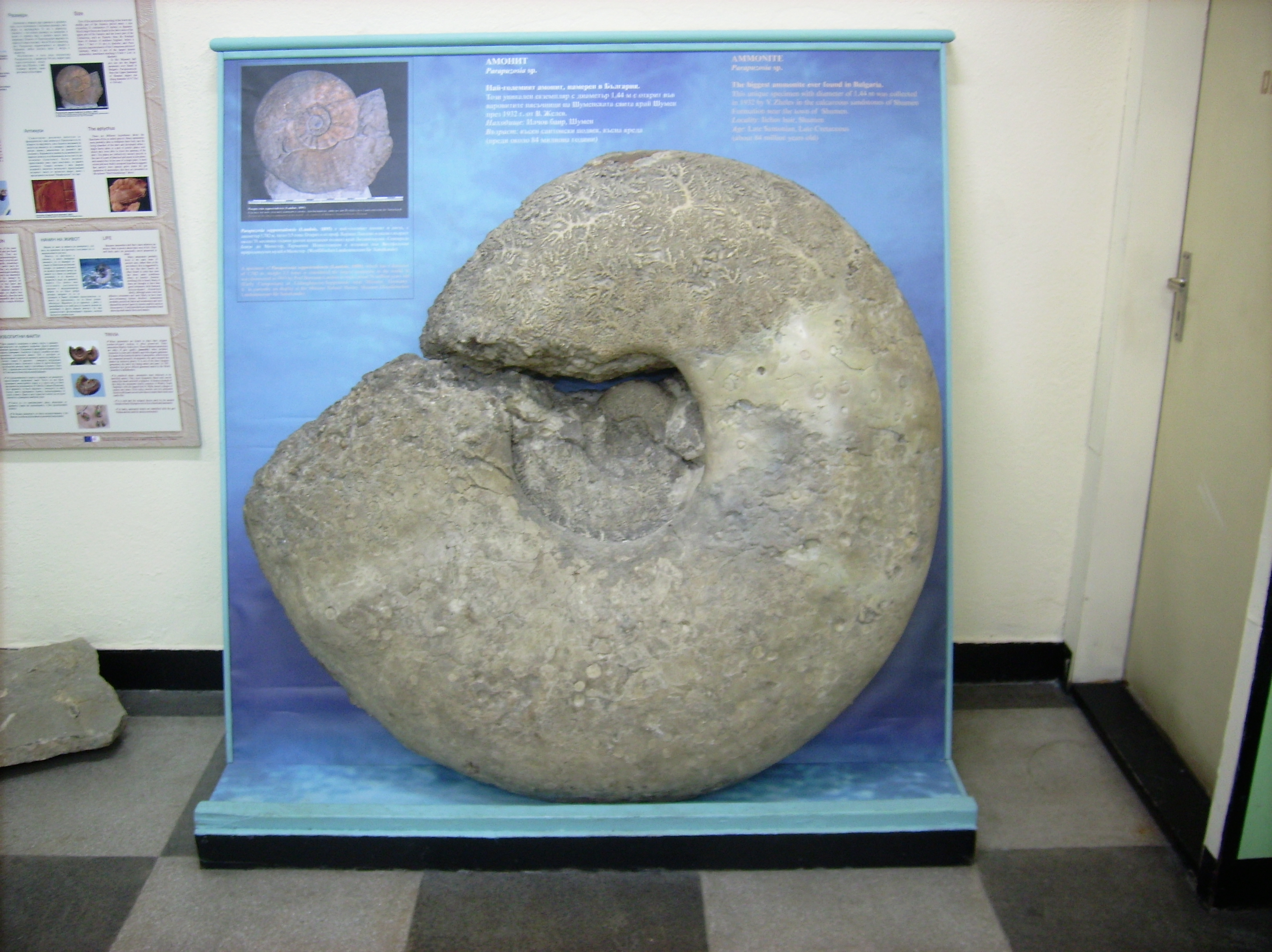
副蝸軸菊石屬未定種，化石發現於舒門，直徑約為1.44 m，目前展示於保加利亞國立自然史博物館

副蝸軸菊石屬的學名「Parapuzosia」意思為「近似於蝸軸菊石屬」，而蝸軸菊石屬的學名「Puzosia」則是來自塞爾維亞語的「"пужа/Puzo"（蝸牛）」以及「"Oca/Osia"（軸）」，因此中文名直接翻譯成蝸軸菊石，或直接音譯為普若斯菊石。

## 外部連結
- Wright, Claud William; with John Hannes Callomon and M.K. Howarth. Roger L. Kaesler , 编. . Boulder, Colorado and Lawrence, Kansas: The Geological Society of America & University of Kansas Press. 1996: 78.